# شهرستان کولوزا (کالیفرنیا)
شهرستان کولوزا در دره مرکزی در ایالت کالیفرنیا، شمالغربی ساکرامنتو، مرکز ایالت در کشور آمریکا واقع شده‌است.
مطابق با سرشماری سال ۲۰۱۰ جمعیت آن معادل ۲۱۴۱۹ نفر است و بخشداری آن کولوزا است.
شهرستان کولوزا از شهرستان‌های اصلی کالیفرنیا است که در سال ۱۸۵۰ در زمان تشکیل ایالت‌ها به وجود آمده‌است.
بخش‌هایی از قلمروی این شهرستان به شهرستان تهاما در سال ۱۸۵۶ و شهرستان گلن در سال ۱۸۹۱ داده شده‌است.